# Hospital Juárez
En México, el Hospital Juárez es una de las instituciones de salud con mayor trascendencia en la historia de México. Se le considera cuna de la cirugía en México, además de haber servido en varios acontecimientos bélicos para el cuidado de heridos. Tiene dos sedes: el Hospital Juárez del Centro (la más antigua, destruida parcialmente con los terremotos de 1985 y reconstruida posteriormente, ubicada en la Merced, en el Centro Histórico de la Ciudad de México) y el Hospital Juárez de México (construida después de los terremotos de 1985, ubicada en la zona norte de la Ciudad de México, en la avenida Instituto Politécnico Nacional, en la alcaldía Gustavo A. Madero).

## Historia
En la guerra de 1847 con Estados Unidos se hace necesario contar con hospitales de sangre que atendieran a los heridos. Con este fin en mente, el general Manuel María Lombardini pone a disposición del regidor de hospitales del Ayuntamiento Metropolitano de la capital de México, el licenciado don José Urbano Fonseca, el edificio del Colegio de los Agustinos de San Pablo, que hasta entonces funcionaba como cuartel. Entonces fue llamado como Hospital de San Pablo.
Se considera al 23 de agosto de 1847, luego de las batallas de Padierna y de Churubusco ocurridas tres jornadas antes, como la fecha de fundación del hospital, pues es el primer día que ingresaron soldados heridos, los cuales fueron los primeros pacientes de la institución.[cita requerida]
Las Hermanas de la Caridad, que tomaron la dirección del establecimiento, fueron las encargadas de atender a los enfermos. Fue sor Micaela Ayanz la primera directora, de 1847 a 1869, y los primeros médicos fueron don Ladislao de la Pascua, cura del templo de San Pablo el Viejo, don Guillermo Santa María, médico de la misma iglesia, y un practicante. Se le designa como Hospital Municipal y se equipa inicialmente con 60 camas destinadas para enfermos libres.[cita requerida]
Posteriormente, en el siglo XIX se utilizó como campo clínico para la enseñanza y proporcionó cadáveres a la Escuela de Ciencias Médicas.[cita requerida]
Con la Guerra de Reforma fue nuevamente requerido para auxiliar a los heridos y durante la Intervención francesa, en 1863, otra vez sirvió para atender combatientes de guerra, aunque esta vez no sólo mexicanos, sino también franceses.[cita requerida]
Ante la muerte del presidente Benito Juárez, ocurrida el 18 de julio de 1872, el entonces regidor de la Ciudad de México, García López, propone que el Hospital San Pablo cambie su nombre por el de Hospital Juárez, lo cual el cabildo de la ciudad aprueba al día siguiente, el 19 de julio.[cita requerida]
En 1874 las Hermanas de la Caridad y Sor Micaela Ayanz vuelven a Europa, dejando al Hospital Juárez sin su importante apoyo.[cita requerida]
En 1881 se llevó a cabo una importante remodelación que incluyó la creación de varias salas que ampliaron los servicios que el Hospital Juárez prestaba a la población.[cita requerida]
Durante la Decena Trágica recibió heridos y cientos de cadáveres para ser incinerados.[cita requerida]
En 1947 el Hospital Juárez cumplió su primer siglo de vida, por lo que parte de los festejos incluyeron una gran remodelación y construcción de nuevos edificios. En 1970, con un nuevo centenario del Claustro se vuelve a remodelar, retomando el aspecto original del convento y se construyeron instalaciones para albergar los servicios de consulta externa, servicios generales, torre de hospitalización, unidad de enseñanza, cuerpo de gobierno, servicio de cirugía experimental e investigación clínica, y residencia de médicos.
El terremoto de México de 1985 derribó uno de los edificios del hospital, dejando innumerables víctimas entre personal médico, administrativo, pacientes y visitantes. El gobierno de la República destinó fondos a la Secretaría de Salud de México para construir nuevas instalaciones, pues el edificio de San Pablo quedó inhabilitado para tales funciones. Mientras se construía la nueva sede se dividió en cuatro unidades en diferentes zonas de la ciudad, Juárez I a Juárez IV, hasta que en septiembre de 1989 se inauguró la nueva casa del Hospital Juárez.

## Logros en medicina
No son pocos los méritos a nivel nacional, internacional y aún mundial, de esta institución, principalmente durante el siglo XIX, para que llegue a considerarse la cuna de la cirugía en México:
- En 1871, el doctor Luis Hidalgo Carpio realizó la primera extirpación del ano y de una porción del recto por vía perineal en toda América.
- El doctor Luis Hidalgo Carpio realizó la primera ligadura del epiplón en las hernias de dicha membrana en la historia de la humanidad.
- En 1857, el doctor José María Barcelo de Villagrán realizó la construcción de un ano artificial en la ingle izquierda, el primero de este tipo en toda América Latina y precedido en América únicamente por el padre de la medicina estadounidense, el cirujano Philip Syng.
- El 13 de agosto de 1864, el docor José María Barcelo de Villagrán llevó a cabo por primera vez en América una resección del hombro.
- El 11 de mayo de 1864, el doctor José María Barcelo de Villagrán practicó por vez primera en América Latina una desarticulación coxofemoral.

Estos logros ayudan a considerar el periodo de 1869 a 1880 como la Edad de Oro de la Cirugía en México. Otros acontecimientos importantes en la historia de la medicina en México ocurridos en el Hospital Juárez (u Hospital San Pablo) son:
- En 1860 el doctor Barcelo de Villagrán realizó, apenas por segunda vez en toda América, una transfusión de sangre.
- Se tomó la primera radiografía mexicana, el 1 de octubre de 1896 (ya conocido para entonces como Hospital Juárez) por el doctor Tobías Núñez.
- En 1942 se estableció el primer banco de sangre de México.
- En los 1940 se funda el primer banco de huesos de México.[6]